# Ninfe e satiro
Ninfe e satiro (Nymphes et Satires, 260x180) è un dipinto a olio realizzato nel 1873 dal pittore francese William-Adolphe Bouguereau, uno dei maggiori esponenti del "realismo borghese" e della corrente dell'accademismo, o art pompier in francese.
Venne esposto in quello stesso 1873 a Parigi, al Salon, un anno prima che si realizzasse la prima esposizione dell'impressionismo.

## Storia

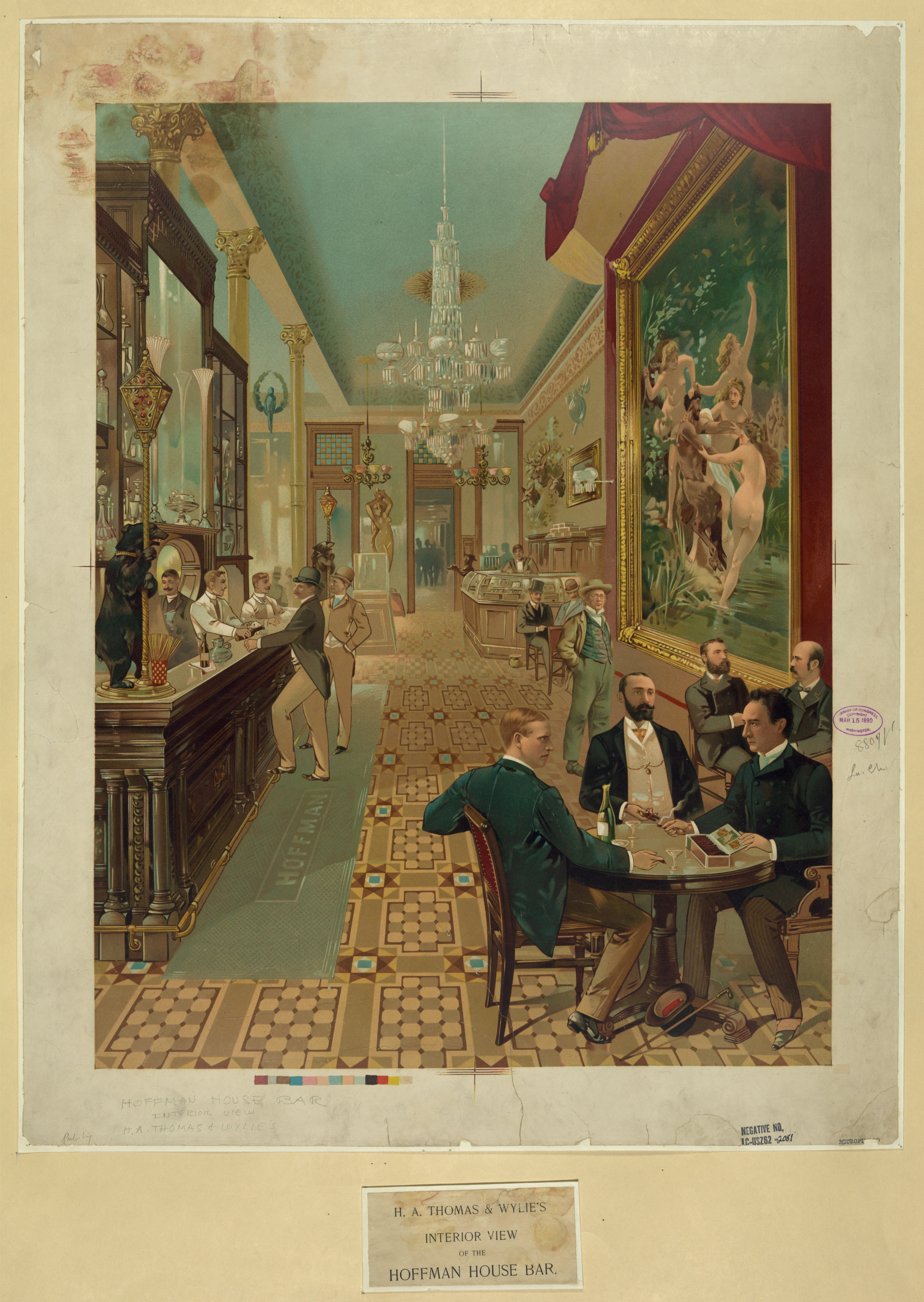
Litografia (1890) della saletta interna del bar nell'Hotel Hoffman: sulla parete a destra, la tela Ninfe e satiro.

Acquistato dal collezionista d'arte e speculatore statunitense John Wolfe (1821-1894) assieme alla Primavera di Pierre Auguste Cot, il quadro è stato esposto nella sua villa nuovaiorchese per molti anni accanto ad altri dipinti di autori francesi accademici.
È stato in seguito venduto all'asta nel 1888, dopo di che Sterling Clark riscoprì la tela poco prima del 1900, posta nel bar all'interno dell'Hotel Hoffman-House di New York, rintracciandola nuovamente solo nel 1930 quand'era già abbandonata in un magazzino e fuori dalla visione del pubblico; infine riuscendo ad acquistarla nel 1943. Attualmente è conservata al Clark Art Institute di Williamstown nel Massachusetts.

## Descrizione
Nei pressi di un laghetto ombroso ed appartato, un gruppo di ninfe ha appena catturato un satiro che, presumibilmente, le stava osservando di nascosto. Tre di esse stanno cercando di spingerlo verso l'acqua, mentre la quarta lancia un cenno alle compagne che stanno al di fuori della scena invitandole ad unirsi a loro. Nel frattempo, con uno degli zoccoli già immerso, il satiro tenta di resistere.

## Critica
Considerato esser come l'artista archetipo della lussuria della pittura ottocentesca, anche se dal punto di vista dell'erotismo non è uno dei pittori più interessati di quegli anni: ciò che vediamo pare difatti essere una continuazione del barocco, senza l'apertura nei confronti del desiderio di un Pietro Paolo Rubens. Ninfe e satiro è pertanto un esempio di stile in cui la maestria tecnica riesce a far visualizzare la scena energica che è raffigurata. In Bouguereau, così come in Jean-Baptiste Greuze, vi è una combinazione inquietante di innocenza e di malizia.
L'autore ha fatto tutta una serie di disegni preparatori, nei quali pone le figure umane in pose interconnesse e complicate, che le collegano insieme in una composizione meravigliosamente ritmica.
La sua opera è divenuta sempre più popolare negli Stati Uniti, fino ad essere riprodotta più e più volte in tutto il paese, con grande scandalo dei moralisti.